# Perlhirse

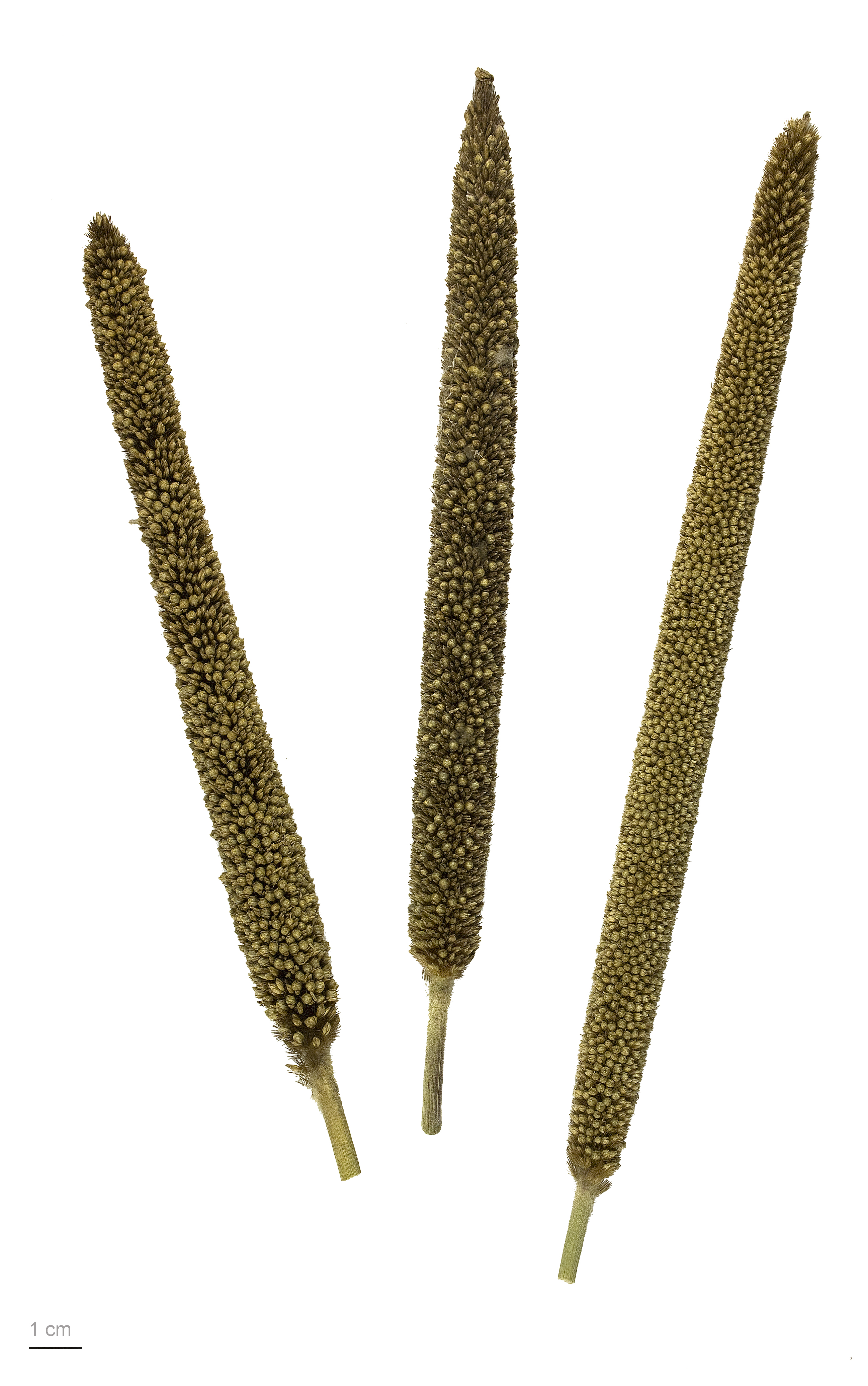
Pennisetum glaucum

Die Perlhirse (Pennisetum glaucum (L.) R.Br.), auch Rohrkolbenhirse, Kolbenhirse oder Pinselgras genannt, ist eine Getreideart und Nutzpflanze aus der Familie der Süßgräser (Poaceae).

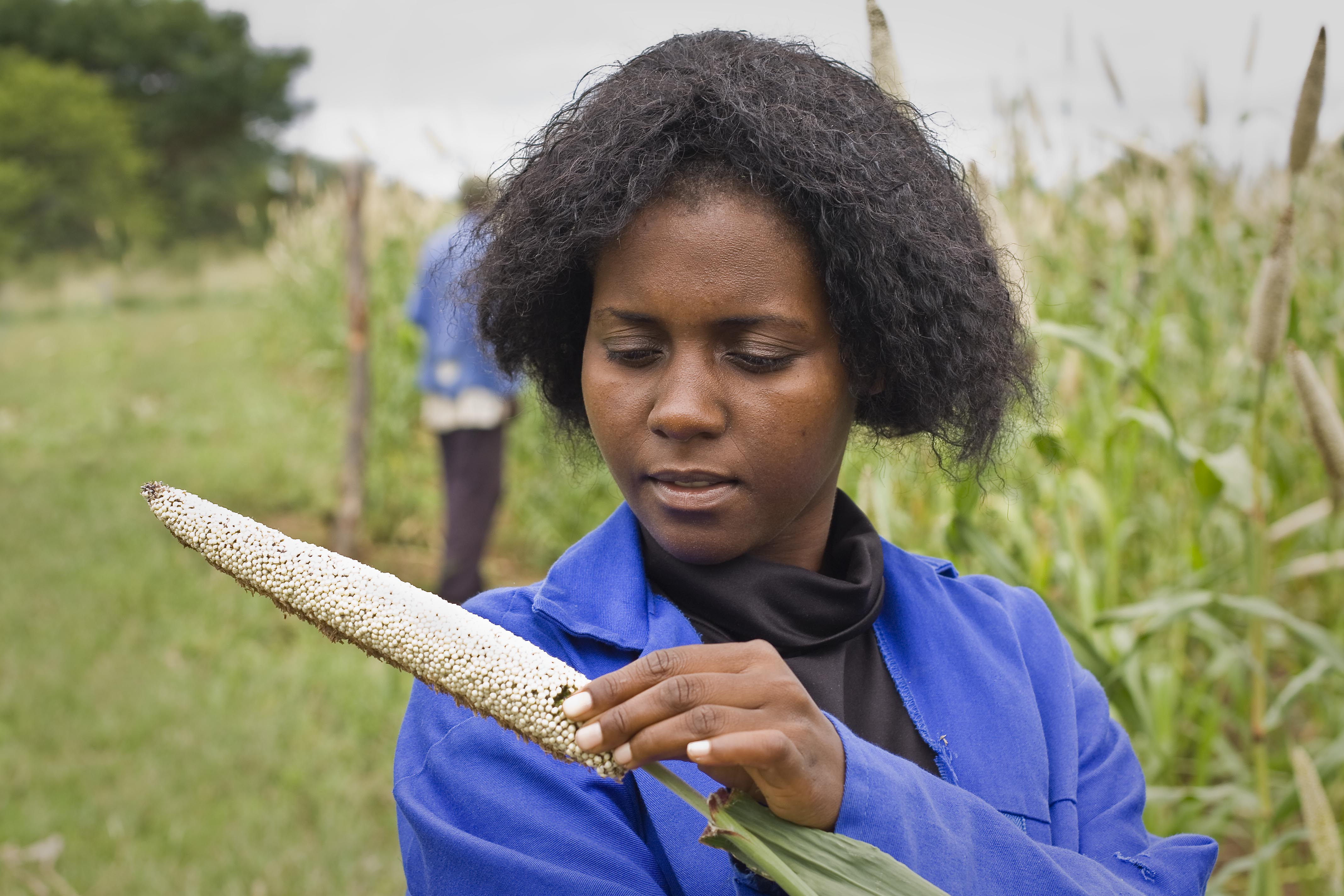
Ein Fruchtstand der Perlhirse wird untersucht

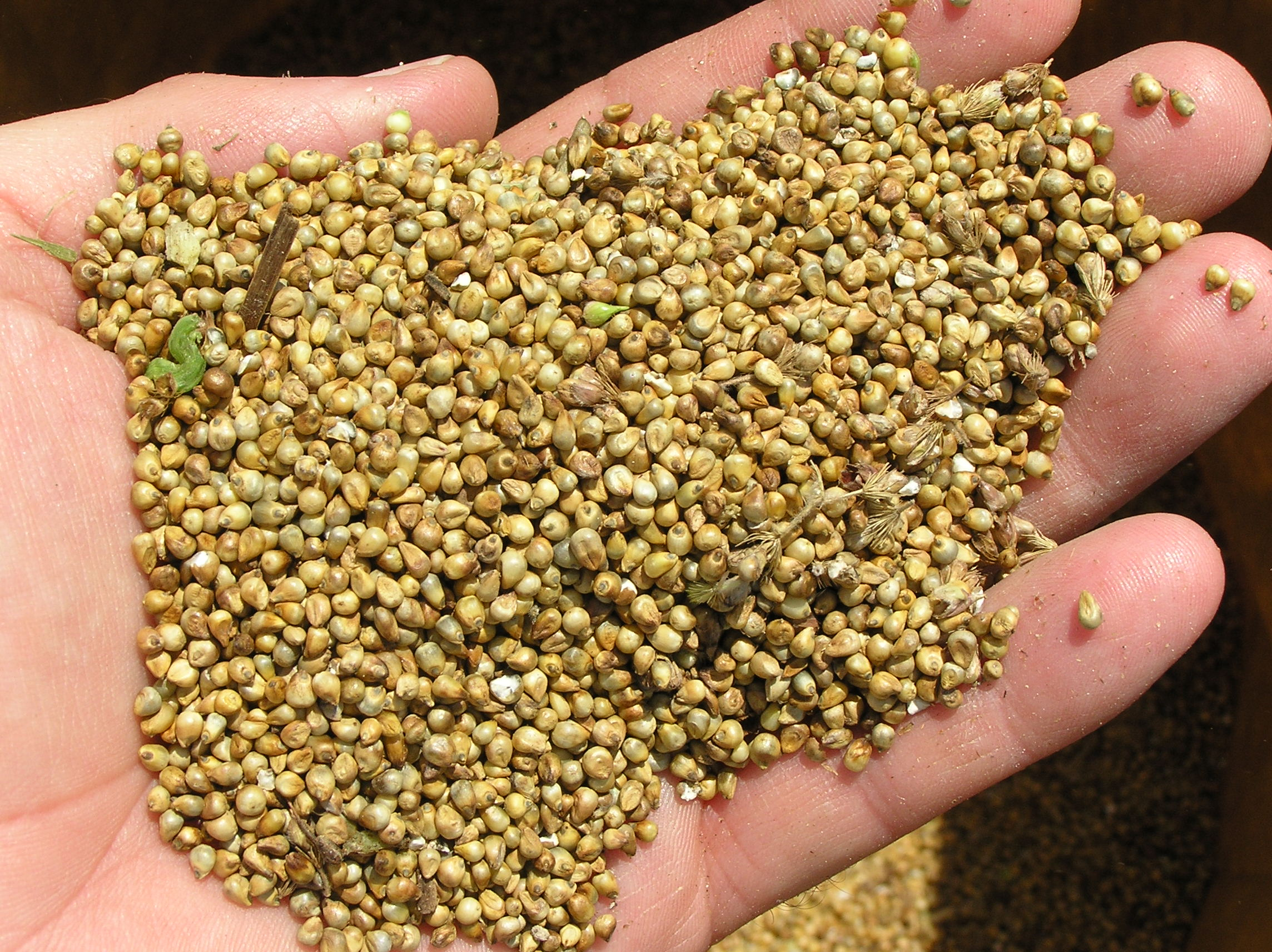
Die Perlhirse nach der Ernte

## Beschreibung
Die Perlhirse ist ein einjähriges Ährenrispengras mit einem dem Mais ähnlichen Wuchs. Sie erreicht Wuchshöhen von 3 bis 4 Metern und die Halme haben einen Durchmesser von 10 bis 20 mm. Die etwa 8 cm langen Laubblätter sind dunkelgrün.
Die Wurzeln reichen bis in eine Tiefe von 360 cm, wobei sich der Hauptwurzelhorizont (80 % der Wurzelmasse) auf die obersten 10 cm erstreckt.
Sie erzeugt an den Haupttrieben 10 bis 60 cm lange, an Seitentrieben etwas kürzere, an Rohrkolben erinnernde Blütenstände von 1,5 bis 4,5 cm Durchmesser. Die Ährenspindeln tragen zahlreiche kurze Rispenäste mit zweiblütigen Ährchen. An den Ährchen sind unten männliche Blüten ausgebildet, oben weibliche.
Der Fruchtstand ist kompakt-zylindrisch gebaut und trägt 1000 bis 3000 leicht ovale Körner. Diese haben eine Länge von meist 3–4 mm und bis zu 5 mm und sind je nach Sorte nahezu weiß, fahlgelb, rot bis violett, schieferblau oder schwarz gefärbt. Das Tausendkorngewicht liegt zwischen 2,5 und 14 g mit einem Durchschnitt von 8 g und liegt damit höher als bei anderen Hirsearten, mit Ausnahme von Sorghum.
Die Pollen werden vom Wind übertragen. Der Chromosomensatz ist diploid mit 2n = 14.
Neben neueren Züchtungen gibt es zahllose Landsorten der Perlhirse. Außerdem gibt es Hybriden der Perlhirse mit anderen Pennisetum-Arten.

## Verbreitung
Die Perlhirse stammt ursprünglich aus dem tropischen Afrika und wurde dort bereits vor 3.000 Jahren angebaut. Ihr Heimatgebiet reicht von Benin bis ins tropische Afrika. Aus ihren Heimatgebieten wurde sie über Arabien bis Indien und Burma als Kulturpflanze ausgebreitet und wird heute in den trockenen Tropen bevorzugt in Höhenlagen zwischen 800 und 1800 m NN. angebaut.

## Standort
Die Perlhirse bevorzugt sandige oder schluffige Böden, die gut durchlüftet sind. Die Pflanze kann auch auf armen Böden wachsen, ist salztolerant und gedeiht auch auf sehr sauren Böden. Hohe Bodenwassergehalte etwa durch Überstauung werden nicht ertragen, jedoch länger anhaltende Trockenheit. Sie kann in Gebieten mit einer jährlichen Niederschlagsmenge von 125 bis 900 mm angebaut werden, das Optimum liegt oberhalb 500 mm.
Die Perlhirse hat einen hohen Lichtbedarf, Schatten hemmt den Wuchs stark.

## Anbau und Verwendung
Die Perlhirse gilt als die Getreideart mit der größten Trockenresistenz. Die Samen werden in bearbeitete Böden ausgebracht und eingearbeitet. Die Bodenabdeckung liegt bei 10 bis 50 mm, das Optimum liegt zwischen 35 und 40 mm Tiefe.
Wegen der großen Trockenresistenz liefert die Perlhirse noch bei 180 mm Niederschlag Ernten von 2 bis 10 dt/ha, bei höheren Niederschlägen oder Bewässerung lassen sich bis 30 dt/ha erreichen.
Neben der Verwendung als Körnergetreide wird die Perlhirse auch zu Futterzwecken angebaut und an Rinder verfüttert. Außerdem wird es wegen des tiefgreifenden und die Oberfläche sichernden Wurzelwerks in einigen Gebieten zur Bodenbefestigung angebaut, wobei es dichter als zur landwirtschaftlichen Produktion gesät wird. In Indien wird vielfach eine Kombination von Perlhirse und Straucherbse (Cajanus cajan) zur Vermeidung von Erosionsschäden eingesetzt.

## Inhaltsstoffe
Die Körner weisen je 100 g verzehrbarem Anteil einen durchschnittlichen Gehalt an:
- 10,6 g Eiweiß
- 5,3 g Fett
- 68 g Kohlenhydrate auf.

Der Brennwert beträgt 1.585 kJ/100 g (380 kcal/100 g).
Der Eiweißgehalt hängt stark vom Alter der Körner ab und liegt bei jungen Körnern am höchsten. Junge Perlhirse ist auch aufgrund ihrer Inhaltsstoffe sehr schmackhaft.

## Pflanzenkrankheiten und Pflanzenschutz
Eine der bedeutendsten Pflanzenkrankheiten ist die Blattfleckenkrankheit, die von Pilzen der Gattungen Helminthosporium, Cercospora und anderen ausgelöst wird. Außerdem wird die Pflanze von Mehltau-Pilzen befallen.
In den afrikanischen Anbaugebieten verursachen Wurzelparasiten der Gattung Striga, vor allem Striga hermonthica, in geringerem Umfang auch Striga lutea, große Schäden an Perlhirse wie auch an anderen Getreidearten. Blutschnabelweber, die sich von Körnern ernähren, fallen teilweise in die Bestände ein und können so Ernteausfälle verursachen. Auch die beiden Schmetterlingsarten Baumwolleule (Heliothis armigera) und Coniesta ignefusalis (engl. „Millet stem borer“) können große Schäden an den Kulturen anrichten.

## Zubereitungen
In den Anbaugebieten dient die Perlhirse als Reisersatz, wird zum Backen von Fladenbrot sowie zur Herstellung von Hirsebrei und Bier verwendet.